# Pucov (Czechy)
Pucov – miejscowość i gmina (obec) w Czechach, w kraju Wysoczyna, w powiecie Třebíč. W 2022 roku liczyła 159 mieszkańców.